# 13003 Дікбізлі
13003 Дікбізлі (13003 Dickbeasley) — астероїд головного поясу, відкритий 21 березня 1982 року.
Тіссеранів параметр щодо Юпітера — 3,262.